# سياران والش
سياران والش (بالإنجليزية: Ciarán Walsh)‏ هو نحات أيرلندي، ولد في 1980.